# Republiek Afghanistan (1987-1992)
De Republiek Afghanistan was de officiële naam van het communistische Afghanistan na de grondwetswijziging in november 1987. Daarvoor was de officiële naam van het land de Democratische Republiek Afghanistan. In 1992 kwam er een einde aan het communistische bewind en werd de Islamitische Staat Afghanistan opgericht. Van 1973 tot 1978, voor de oprichting van de communistische staat, was de Republiek Afghanistan ook de officiële naam van Afghanistan. 
De nieuwe republiek werd ook formeel een islamitische staat en er werd afstand gedaan van communistische symbolen (wat bijvoorbeeld tot uiting kwam in een wijziging van de vlag en het landswapen). Verwijzingen naar het marxisme-leninisme in toespraken van de regering werden voortaan achterwege gelaten. Een nieuwe grondwet voorzag in een tweekamerparlement bestaand uit een Lagerhuis (Huis van het Volk) en een Hogerhuis (Huis van Ouderen) ter vervanging van de Revolutionaire Raad. In 1988 werden er voor het eerst in meer dan vijftien jaar verkiezingen gehouden. Naast de communistische Democratische Volkspartij van Afghanistan (DVPA) mochten er ook onafhankelijke kandidaten meedoen aan de verkiezingen. Alle zetels in het Huis van het Volk gingen naar de communistische mantelorganisatie, het Nationaal Front. De regering besloot naast politieke hervormingen, ook tot economische hervormingen. Zo werd de planeconomie, die vanwege de burgeroorlog toch nooit van de grond was gekomen, vervangen door een markteconomie.
De burgeroorlog die al sinds 1979 gaande was tussen de pro-communistische regering en de islamitische moedjahedien kwam ondanks verzoeningspogingen van de Afghaanse regering en de Verenigde Naties niet tot een einde. Desondanks besloot de Sovjet-Unie tot een gefaseerde terugtrekking van het haar bezettingstroepen die in 1990 voltooid was. President Mohammed Nadjiboellah, het laatste communistische staatshoofd, besloot in datzelfde jaar tot een naamswijziging van de DVPA in de "Vaderland Partij" (Hizb-e Watan) die zich presenteerde als een gematigd islamitische en nationalistische partij die sterk gekant was tegen het fundamentalisme van de moedjahedien. Pogingen om op die manier de sympathie van het Westen te verwerven en om o.a. de Verenigde Staten van Amerika ertoe te bewegen hun steun voor de moedjahedien in te trekken, liepen evenwel op niets uit. Tussen 1989 en 1992 liepen steeds meer militairen van het regeringsleger over naar de moedjahedien. 
In 1989 en 1990 werden door regering twee couppogingen van ontevreden communisten die behoorden tot de Khalq- ("Massa")vleugel van de DVPA verijdeld. De couppoging in 1990 was het werk van minister van Defensie Shahnawaz Tanai die voor de gelegenheid samenwerkte met de moedjahedien. President Nadjiboellah, zelf behorende tot de Parcham-("Banier")vleugel van de DVPA, zuiverde de partij van de Khalqi's, waarna dezen massaal overliepen naar de moedjahedien.
In april 1992 viel Kaboel in handen van de moedjahedien en werd de Islamitische Staat Afghanistan uitgeroepen. Hiermee kwam er een einde aan bijna vijftien jaar communistisch bewind.